# Max Herzberger
Max Herzberger   (Charlottenburg, 7 de març de 1899 - Nova Orleans, 9 d'abril de 1982) va ser un matemàtic i físic nord-americana d'origen alemany.
Herzberger va néixer en una família jueva a Charlottenburg (avui un barri de Berlín) i va fer els estudis universitaris a la universitat de Berlín, en la qual va obtenir el doctorat el 1923. Els anys posteriors va treballar a diferents empreses d'òptica com la Rathenower Optische, la Ernst Leitz GmbH i, finalment, la Carl Zeiss AG de Jena (Turíngia). El fet de viure a Turíngia, on els nazis van arribar al poder abans, va impedir que aconseguís l'habilitació docent, tot i que donava algunes classes a la universitat de Jena. El 1934, en aplicar-se les lleis antisemites del govern nazi, va emigrar amb la seva família primer, per breu temps, als Països Baixos i Anglaterra i, finalment, als Estats Units. A partir de 1935 va ser director del departament de recerca de la Kodak a Rochester (Nova York), fins que es va jubilar el 1965. Després de jubilat, encara va fer de professor al ETH Zürich (1965-1968) i a la universitat de Nova Orleans fins al 1978 en que es va retirar definitivament.
Els treballs de Herzberger van ser sempre en òptica, des d'un punt de vista analític i geomètric. El més notable dels seus treballs és la construcció de les lents superacromàtiques, que aconseguien eliminar la totalitat de l'aberració cromàtica.